# ألان هوران
ألان هوران (بالإنجليزية: Allan Horan)‏ هو مجدف نيوزيلندي، ولد في 12 مايو 1961 في تي أواموتو ‏ في نيوزيلندا.

## وصلات خارجية
- ألان هوران على موقع الاتحاد الدولي للتجديف (الإنجليزية)
- ألان هوران على موقع اللجنة الأولمبية الدولية (الإنجليزية)
- ألان هوران على موقع أوليمبيديا (الإنجليزية)
- ألان هوران على موقع اللجنة الأولمبية النيوزيلندية (الإنجليزية)